# Dumper tovornjak
Dumper tovornjaki (ang. Dumper truck ali Haul truck) so veliki kiper tovornjaki, ki se uporabljajo v rudnikih ali velikih gradbenih projektih. V primerjavi z običajnimi kiperji imajo precej večje kapacitete (tudi do 450 ton) in večje gume za slabe terene. Po navadi imajo dve osi in šest koles. Pogon je lahko dizel-mehanični (npr. Caterpillar 797) ali pa dizel-električni (npr. Komatsu 930E, BelAZ 75710, Bucyrus MT6300AC, Liebherr T 282B).
Starejši primerki iz 1970ih kot npr. 350T TerexTitan in 235TWabco 3200/B so imeli tri osi.
Dumper tovornjaki imajo kapaciteto od 40-450 ton. Največji dumperji razreda ultra imajo kapaciteto nad 300 ton.

## Dumper tovornjaki
- BelAZ 75710
- Bucyrus MT6300AC
- Caterpillar 797
- DAC 120 DE
- Komatsu 830E
- Komatsu 930E
- Liebherr T 282B
- Terex 33-19 Titan